# Crossoglossa kalbreyeriana
Crossoglossa kalbreyeriana är en orkidéart som först beskrevs av Friedrich Fritz Wilhelm Ludwig Kraenzlin, och fick sitt nu gällande namn av Pedro Ortiz Valdivieso. Crossoglossa kalbreyeriana ingår i släktet Crossoglossa, och familjen orkidéer.
Artens utbredningsområde är Colombia. Inga underarter finns listade i Catalogue of Life.